# محوطه سنجگان
محوطه سنجگان مربوط به دوره اشکانیان - دوره ساسانیان است و در شهرستان قم، بخش سلفچگان، دهستان راهجرد، روستای سنجگان واقع شده و این اثر در تاریخ ۹ بهمن ۱۳۸۶ با شمارهٔ ثبت ۲۰۷۱۰ به‌عنوان یکی از آثار ملی ایران به ثبت رسیده است.